# Hautbois d'amour
Le hautbois d'amour (l'oboe d'amore) est un instrument de musique à vent de la famille des bois, à anche double et de perce conique. C'est un instrument transpositeur, dont les sons sonnent une tierce mineure plus bas que les notes écrites sur les partitions conçues pour lui.
Utilisé en musique de chambre, musique concertante, orchestre symphonique, plus rarement en orchestre d'harmonie, le hautbois d'amour a une sonorité douce et envoûtante, à la manière des sopranistes, d'où son qualificatif « d'amour » pour sa tendresse un peu mélancolique qui se marie bien avec la musique à caractère pastoral.

## Historique
Comme le hautbois baroque, dont il suit parallèlement l'évolution jusqu'au hautbois moderne, son origine vient de la transformation des consorts de chalemies et de hautbois du Poitou par les familles Hotteterre et Philidor au milieu du XVIIe siècle. Les hautbois plus graves sont apparus vers 1720.
Son épanouissement se fait surtout en Allemagne durant la première moitié du XVIIIe siècle. Sa première utilisation référencée sous le nom « hautbois d'amour » est la cantate en ré mineur Wie wunderbar ist Gottes Güt de Christoph Graupner (1717). Les compositeurs baroques lui consacrent de véritables chefs-d'œuvre, particulièrement Jean-Sébastien Bach et Georg Philipp Telemann dans leurs concertos (originaux ou sous forme d'arrangements) mais aussi dans leurs cantates, messes et oratorios. En effet, Bach les a utilisés (pour Messe en si mineur, Magnificat, Oratorio de Noël) pour ainsi varier les timbres.
Temporairement éclipsé pendant les périodes classique et romantique, le hautbois d'amour renaît grâce à des compositeurs comme Claude Debussy, Richard Strauss et Maurice Ravel. Le renouveau de la musique baroque lui a également donné un nouvel essor à partir des années 1970.

## Caractéristiques
Dans son Traité de l'orchestration, Charles Koechlin définit le hautbois d'amour comme « un hautbois à la tierce mineure. Il est donc en la » : 

« Très bel instrument, des plus expressifs, avec une belle ampleur de son dans le medium, un grave plus doux que celui du hautbois, un aigu assez lointain, quelque peu angoissé. »

L'instrument est considéré comme le mezzo-soprano de la famille des hautbois. Comme son grand frère le cor anglais, son pavillon (aussi désigné pavillon d'amour) est piriforme, c'est-à-dire en forme de poire, et son anche est reliée au corps du haut par un tube conique et courbe appelé bocal. Il dispose de « la même étendue, en notes écrites, que le cor anglais ».
Le hautbois d'amour n'est pas mentionné dans le Traité d'instrumentation et d'orchestration de Berlioz (1843). En effet, « on ne sait trop pourquoi, l'instrument tomba en désuétude ; pourtant, ni le cor anglais ni le hautbois ne pouvaient le remplacer », ce qui conduit Charles Koechlin à insister sur le fait qu'« il devrait avoir sa place dans tous les orchestres symphoniques ! »
Dans un article publié dans la Revue et gazette musicale de Paris, Berlioz regrette l'absence des instruments en la dans les familles des flûtes et des hautbois : « En réunissant ainsi dans l'orchestre les familles complètes de tous les instruments à vent, on obtiendrait, je n'en doute pas, des résultats dont les jeux de flûtes et les jeux d'anches de l'orgue ne peuvent donner qu'une faible idée. On y viendra ».
En 1873, Victor-Charles Mahillon modernise le clétage du hautbois d'amour, ce qui redynamise l'instrument auprès d'autres facteurs de l'époque.

## Œuvres utilisant le hautbois d'amour
- Concerto en La majeur BWV 1055 de Jean-Sébastien Bach,
- Oratorio de Noël de Jean-Sébastien Bach,
- Sinfonia Domestica (1902) de Richard Strauss,
- Um Mitternacht (« À Minuit ») dernier des Rückert-Lieder (1902) de Gustav Mahler,
- Gigues des Images pour orchestre (1909-1912) de Claude Debussy,
- Boléro (1928) de Maurice Ravel
- La Course de printemps, op. 95 (du Livre de la jungle) de Charles Koechlin,
- Onze monodies, op. 216 de Charles Koechlin,
- Concerto pour violoncelle et orchestre en forme de « pas de trois »[6] (1965-1966) de Bernd Alois Zimmermann
- Kammerkonzert (1969-1970) de György Ligeti
- Timbres, espace, mouvement de Henri Dutilleux
- Huit Canons (1998) pour hautbois d'amour principal et ensemble instrumental[7] de Brice Pauset